# خوش‌خوان پیشانی‌مخملی
خوش‌خوان پیشانی‌مخملی (نام علمی: Euphonia concinna) نام یک گونه از سرده سهره‌های خوش‌خوان است.